# Streaming SIMD Extensions

A SIMD utasításkészletek fejlődése

Az SSE (ami az angol Streaming SIMD Extensions rövidítése) egy SIMD utasításkészlet-kiterjesztés az x86 architektúrához. Az Intel fejlesztette ki és vezette be 1999-ben a Pentium III processzorsorozatában, válaszul az AMD 3DNow! technológiájára, amely egy évvel korábban jelent meg. Az SSE 70 új utasítást tartalmaz, amelyek többsége egyszeres pontosságú lebegőpontos adatokon dolgozik. Az SSE eltér az IA-32 architektúra MMX utasításkészletétől: külön regiszterkészletet használ (az XMM regisztereket), és néhány új integer utasítást tartalmaz, amik az MMX regisztereket használják.
Az SSE különböző változatai kiegészítések a Pentium alap x86 utasításkészletéhez. Az SSE-nek a lebegőpontos utasításai az XMM regiszterekkel kényelmesebben használhatóak, mint az FPU verem-alapú „regiszteres” megközelítése. Tipikusan olyan helyeken használják, ahol pontosan ugyanazokat a műveleteket kell végrehajtani adat-objektumok sokaságán, mint pl. a digitális jelfeldolgozás és grafika kezelésénél.
Az SSE család (a SIMD utasításokon kívül), tartalmaz még néhány gyorsítótár-kezeléssel kapcsolatos utasítást, amikkel lehet szabályozni az L1/L2 gyorsítótár működését.